# Umbyquyra schmidti
Umbyquyra schmidti is een spinnensoort uit de familie van de vogelspinnen (Theraphosidae). De wetenschappelijke naam van de soort werd voor het eerst geldig gepubliceerd in 1996 door Rudloff als Cyrtopholis schmidti.
De soort komt voor in Brazilië.